# Pierwszy rząd Kai Kallas
Pierwszy rząd Kai Kallas – rząd Republiki Estońskiej funkcjonujący od 26 stycznia 2021 do 18 lipca 2022.
Po wyborach parlamentarnych w 2019 powstał drugi rząd Jüriego Ratasa tworzony przez Estońską Partię Centrum, Estońską Konserwatywną Partię Ludową i partię Isamaa. 13 stycznia 2021 lider centrystów Jüri Ratas podał się do dymisji z funkcji premiera. Nastąpiło to w związku z postępowaniem dotyczącym korupcji, którym objęto m.in. sekretarza generalnego jego ugrupowania i doradczynię ministra finansów. Misję utworzenia nowego gabinetu prezydent Kersti Kaljulaid powierzyła Kai Kallas, przewodniczącej Estońskiej Partii Reform. Partia ta zawiązała koalicję z Estońską Partią Centrum. 25 stycznia Riigikogu większością 70 głosów zaaprobowało jej kandydaturę na premiera. Rząd współtworzony przez RE i KE rozpoczął urzędowanie następnego dnia, gdy dokonano zaprzysiężenia jego członków.
3 czerwca 2022 na wniosek premier ministrowie z Estońskiej Partii Centrum zostali odwołani. Jej ugrupowanie doprowadziło następnie do zawiązania nowej koalicji z udziałem partii Isamaa i Partii Socjaldemokratycznej. W konsekwencji 14 lipca 2022 rząd podał się do dymisji, a tego samego dnia prezydent Alar Karis powierzył Kai Kallas misję sformowania nowego gabinetu. Drugi rząd Kai Kallas rozpoczął funkcjonowanie 18 lipca 2022.

## Skład rządu
| funkcja                                                  | minister               | partia | okres urzędowania | okres urzędowania |
| funkcja                                                  | minister               | partia | od                | do                |
| -------------------------------------------------------- | ---------------------- | ------ | ----------------- | ----------------- |
| premier                                                  | Kaja Kallas            | RE     | 26 stycznia 2021  | 18 lipca 2022     |
| minister sprawiedliwości                                 | Maris Lauri            | RE     | 26 stycznia 2021  | 18 lipca 2022     |
| minister edukacji i badań                                | Liina Kersna           | RE     | 26 stycznia 2021  | 18 lipca 2022     |
| minister przedsiębiorczości i technologii informacyjnych | Andres Sutt            | RE     | 26 stycznia 2021  | 18 lipca 2022     |
| minister rolnictwa                                       | Urmas Kruuse           | RE     | 26 stycznia 2021  | 18 lipca 2022     |
| minister finansów                                        | Keit Pentus-Rosimannus | RE     | 26 stycznia 2021  | 18 lipca 2022     |
| minister obrony                                          | Kalle Laanet           | RE     | 26 stycznia 2021  | 18 lipca 2022     |
| minister ochrony socjalnej                               | Signe Riisalo          | RE     | 26 stycznia 2021  | 18 lipca 2022     |
| minister zdrowia i pracy                                 | Tanel Kiik             | KE     | 26 stycznia 2021  | 3 czerwca 2022    |
| minister spraw gospodarczych i infrastruktury            | Taavi Aas              | KE     | 26 stycznia 2021  | 3 czerwca 2022    |
| minister spraw wewnętrznych                              | Kristian Jaani         | KE     | 26 stycznia 2021  | 3 czerwca 2022    |
| minister spraw zagranicznych                             | Eva-Maria Liimets      | KE     | 26 stycznia 2021  | 3 czerwca 2022    |
| minister kultury                                         | Anneli Ott             | KE     | 26 stycznia 2021  | 2 listopada 2021  |
| minister kultury                                         | Tiit Terik             | KE     | 8 listopada 2021  | 3 czerwca 2022    |
| minister środowiska                                      | Tõnis Mölder           | KE     | 26 stycznia 2021  | 18 listopada 2021 |
| minister środowiska                                      | Erki Savisaar          | KE     | 18 listopada 2021 | 3 czerwca 2022    |
| minister administracji publicznej                        | Jaak Aab               | KE     | 26 stycznia 2021  | 3 czerwca 2022    |